# Underlåtenhet att avvärja rättsfel
Underlåtenhet att avvärja rättsfel, brott enligt svensk lag.
I brottsbalkens 15 kapitel står:
9 § Har någon, utan att vara förfallen till ansvar enligt vad förut i detta kapitel är sagt, genom åtgärd, varom där förmäles, framkallat fara för att annan skall bliva utan laga skäl dömd eller eljest lida avsevärt förfång, och underlåter han, efter att hava kommit till insikt därom, att till farans avvärjande göra vad skäligen kan begäras, dömes för underlåtenhet att avvärja rättsfel till böter eller fängelse i högst sex månader.